# Коронавірусна хвороба 2019 у Джибуті
Коронавірусна хвороба 2019 у Джибуті — розповсюдження вірусу в Джибуті.

## Перебіг подій
Кілька основних світових держав мають військову присутність у Джибуті, включаючи Китай, Францію, Італію, Японію та США. Перший підтверджений випадок країни стався серед іспанських військових, весь підрозділ було поміщено на карантин у французькій військовій базі в Джибуті.
18 березня припинено всі комерційні пасажирські рейси й залізничне сполучення. Всесвітня організація охорони здоров'я надала Джибуті партію засобів індивідуального захисту.
18 березня було підтверджено перший випадок інфікування, інфікованим виявився член спецназу Іспанії, що прибув до країни 14 березня для проведення операції «Аталанта». Солдат не спілкувався з місцевим населенням, Іспанія оголосила, що команду буде репатрійовано.